# پاملا براون (هنرپیشه)
 پاملا براون (انگلیسی: Pamela Brown؛ ۸ ژوئیهٔ ۱۹۱۷ – ۱۹ سپتامبر ۱۹۷۵) هنرپیشه اهل بریتانیا بود.
از فیلم‌هایی که وی در آن نقش داشته‌است، می‌توان به کلئوپاترا، شور زندگی، در یک روز آفتابی همه‌جا را می‌توانی ببینی اشاره کرد.